# 三波豊和の歌うラジオ
『三波豊和の歌うラジオ』（みなみ とよかずの うたうラジオ）は、アール・エフ・ラジオ日本とぎふチャンラジオで2015年4月3日から2016年9月24日まで1年半に渡り、毎週土曜日の17時55分 〜 20時の時間帯で生放送されていた音楽番組である。

## 番組の内容
歌手・三波春夫の長男、三波豊和が初めてラジオのメインパーソナリティを担当した番組。父の影響もあって歌謡曲の造詣、知識が深い長所を活かし演歌・歌謡曲をメインに古今東西の名曲や、知識あるファンにしか知られていない珍盤・奇盤を積極的に流していた。また演歌・歌謡曲の歌手をはじめ作詞・作曲家や、三波と面識や交友のある俳優・声優などをゲストに迎えてのトークを交えて番組が進行して行く。アシスタントは河村由美が担当した。
なお、ビジターもしくは地方開催の巨人戦ナイターが土曜日に編成され、それが中止になった場合でも本番組は復活せず、当該時間帯には『ジャイアンツナイター 麻布台スタジアム』が放送されていた。
番組冒頭はその週にあった出来事や話題、自身の仕事や交流・趣味であるゴルフなどのトークから始まり、芸能人や親友・著名人とプレイをした話やその時のエピソード・当時の思い出話などで盛り上がることもあった。